# (36588) 2000 QA129
2000 QA129 (asteroide 36588) é um asteroide da cintura principal. Possui uma excentricidade de 0.07790890 e uma inclinação de 6.48306º.
Este asteroide foi descoberto no dia 26 de agosto de 2000 por LINEAR em Socorro.